# Čeplje, Kočevje
Čeplje este o localitate din comuna Kočevje, Slovenia, cu o populație de 20 de locuitori.